# WingStreet
WingStreet er en restaurantkæde med speciale i kylling. Restaurantkæden ejes af Yum!, der også ejer franchisekæderne Taco Bell, Pizza Hut og KFC. I marts 2014 var der tæt på 5.000 restauranter i USA og Canada. De er altid placeret sammen med Pizza Hut. Kæden er repræsenteret i USA, Canada, Australien og Cypern.

## Historie
Yum! lancerede i 2003 WingStreet som hybrid/kombi-restauranter i forbindelse med det eksisterende Pizza Hut-franchise. I 2007 åbnede Pizza Hut/WingStreet restaurant nummer 1.000. I årene 2007 og 2008 blev der åbnet et tusind WingStreet-butikker per år. Den 19. oktober 2009 offentliggjorde direktøren Steve Udovic, at kæden ville blive landsdækkende i USA. Kæden forventede en aggressiv vækst med mere end 4.000 nye restauranter inden 2010. I 2012 åbnede Pizza Hut en restaurant uden WingStreet i Denton, Texas. Butikken fik ikke succes og lukkede det følgende år. Placeringen i Denton var den eneste placering, hvor Wingstreet ikke var fandtes sammen med Pizza Hut.

## Menu
WingStreet-restauranterne sælger paneret kyllingevinger til takeaway og udbringning. Deres saucer omfatter blandt andet teriyaki, hvidløg, honning BBQ, hvidløg/parmesan og Buffalo (mild, medium og stærk) samt cajun og citronpeber.
Udover kyllingevinger tilbyder restauranten tilhør i form af f.eks. stegte ostepinde, æbletærter, pommes frites og kartoffelbåde. Nogle restauranter tilbyder desuden curly frites, jalapeno poppers og løgringe.